# Конференция католических епископов России
Конфере́нция католи́ческих епи́скопов Росси́и (ККЕР) — коллегиальный орган национального церковно-административного управления Римско-Католической церкви в России.
Основана и утверждена 2 марта 1999 года.

## Пленарные заседания
Пленарные заседания Конференции проходят два раза в год.

## Председатели ККЕР
Председателем ККЕР может быть избран один из епископов. Председатель избирается сроком на три года. Занимать пост можно не более двух раз подряд.
1. архиепископ Тадеуш Кондрусевич c 1999 года по 2005 года;
2. епископ Иосиф Верт с 2005 года по 2011 года;
3. архиепископ Паоло Пецци с 2011 года по 2017 года;
4. епископ Клеменс Пиккель с 2017 года по март 2020 года;
5. архиепископ Паоло Пецци с марта 2020 года по настоящее время.

## Состав
В состав ККЕР входят главы 4 епархий, находящихся на территории России, и генеральный секретарь ККЕР.
В настоящее время в состав ККЕР входят:
- архиепископ Паоло Пецци, председатель;
- епископ Иосиф Верт, вице-председатель;
- епископ Клеменс Пиккель;
- епископ Кирилл Климович;
- епископ Николай Дубинин;
- епископ Штефан Липке, Генеральный секретарь[1].

## Структура ККЕР
- Литургическая Комиссия
- Комиссия по делам мирян, движений и молодёжи
- Катехитическая комиссия
- Комиссия по взаимодействию с государственными властями
- Комиссия по делам семьи
- Комиссия по вопросам пастырской деятельности и призваний
- Комиссия по межхристианскому и межрелигиозному диалогу и диалогу с неверующими
- Комиссия по социально-благотворительной деятельности[2]

## Католические новомученики России
30 января 2002 года Конференция католических епископов России утвердила программу «Католические новомученики России», в рамках которой проходят исследования жизни, деятельности и кончины Слуг Божьих — кандидатов на причисление к лику блаженных (беатификацию).